# Воля-Суфчинська
Воля-Суфчинська (пол. Wola Sufczyńska) — село в Польщі, у гміні Колбель Отвоцького повіту Мазовецького воєводства.
Населення — 247 осіб (2011).
У 1975-1998 роках село належало до Седлецького воєводства.

## Демографія
Демографічна структура станом на 31 березня 2011 року:
|          | Загалом | Допрацездатний вік | Працездатний вік | Постпрацездатний вік |
| -------- | ------- | ------------------ | ---------------- | -------------------- |
| Чоловіки | 120     | 29                 | 79               | 12                   |
| Жінки    | 127     | 25                 | 63               | 39                   |
| Разом    | 247     | 54                 | 142              | 51                   |